# Lasiodora icecu
Lasiodora icecu é uma espécie de aranha pertencente à família Theraphosidae (tarântulas).